# Фрасинела (Венеција)
Фрасинела (итал. Frassinella) је насеље у Италији у округу Венеција, региону Венето.
Према процени из 2011. у насељу је живело 17 становника. Насеље се налази на надморској висини од 2 м.